# SPG-9無後座力炮
SPG-9“矛”（俄语：СПГ-9“Копьё”；СПГ，全寫：Станковый Противотанковый Гранатомёт，意為：炮架以上的反坦克榴彈發射器；Копьё；俄罗斯国防部火箭炮兵装备总局代號：／；以下簡稱為“SPG-9”）是一款由苏联所研發的三腳式炮架及單兵便攜式73毫米口徑大型无后座力炮，發射73毫米炮彈。
該武器結合了榴彈發射器和反坦克武器的屬性，為摩托化步兵和空降兵部隊用以打擊裝甲車輛和野戰工事的戰鬥系統。其發射的尾翼穩定及火箭助推式高爆彈和高爆反坦克彈類似於BMP-1裝甲車上的73毫米2A28「雷電」低膛壓滑膛炮的炮彈。
它自1962年獲採用以後服役，取代了過重的B-10無後座力炮。雖然現在更多的現代武器系統取代其在正規武裝部隊的地位，它們仍然裝備在不同的軍隊和非正規部隊之中。

## 描述
炮彈從炮內以少量推進用裝藥射出，這使得它的炮口初速為250—435米／秒（820,21—1,427.17英尺／秒）之間。推進用裝藥也通過一系列的補償孔賦予炮彈自旋。當炮彈從發射器飛出約20公尺處（65.6英尺），其底部的火箭發動機就會點火。以PG-9炮彈為例，火箭發動機燒毀之前的速度會達到700米／秒（2,296.6英尺／秒）。
SPG-9是輕便的武器，而且通常由車輛輸送，並且藉由操作它的兩個操作人員即可搬運到位、操作及射擊。它可以在約一分鐘完成部署。由於該武器大量裝備部隊中服役，因而生產出各種彈藥，但大多數只是原來前蘇聯PG-9高爆反坦克彈和OG-9破片高爆彈的彷製型。
SPG-9被恐怖分子和非洲之角地區的海上海盗，以及在其他程度較輕的地區中廣泛使用。它不如RPG-7那樣麼受到歡迎，因為它必須架設在車輛或船艇以上，而且不能輕易地使用肩射。SPG-9亦相比於RPG-7需要更多的技術才能夠精確射擊。目前已經有這些武器架設在小船和更大的“母船”上的報告。SPG-9通常可以被發現架設在各種各樣的、在索馬里被稱為“武裝改裝車”的車輛。
一種空降部隊使用的衍生型被命名為SPG-9D，當中建有可使用或拆卸的車輪。

## 設計細節

### 炮管
該無後座力炮是一門滑膛砲，其發射尾翼穩定炮彈。該武器是從後方向左折開文杜理噴管（英文：Venturi nozzle）裝填，並藉由一個手柄控制的緊固裝置閉鎖。炮手以安裝在炮身左方的光学瞄準鏡瞄準以後，扣下炮身右方的扳機，發射炮彈。口徑為73毫米，射速為5－6發／分鐘。它以PGO-9 4.2倍放大倍率光学瞄准镜用作其日間瞄準具。

### 瞄準鏡
瞄準鏡裝在炮管左邊。該武器所使用的瞄準鏡是PGO-9（俄语：ПГО-9）。該瞄準鏡的放大倍率為4.2倍，而視場則為10°。該武器的夜間戰鬥版本為SPG-9N（俄语：СПГ-9Н）、SPG-9DN（俄语：СПГ-9ДН）、SPG-9MN（俄语：СПГ-9МН）或SPG-9DMN（俄语：СПГ-9ДМН），使用PGN-9（俄语：ПГН-9）或其改進型PGN-9M（俄语：ПГН-9М）红外线被動式夜視鏡。SPG-9M或SPG-9DM版本還配備了校整式瞄準鏡PGOK-9以取代PGO-9光學瞄準鏡。這使得直接和間接校直射擊變得可能的。各種瞄準鏡型號都具有連機械瞄具的輔助遮陽板。

### 炮架
該無後座力炮使用三腳架作為炮架。三腳架被設計為管狀結構。瞄準範圍為水平左右各15°，垂直向下3°和向上7°。在戰鬥中，該武器是由不同職位的操作員攜帶，而更遠的距離則需要藉由車輛運輸。SPG-9D版本的三腳架前腿部被設計為伸縮架。瞄準範圍並無變化，然而該武器可以設置不同的炮口高度，以採取更好的掩護優勢。為了更容易運輸，該武器可以裝在單軸運輸車架。運輸車架是由彈簧所承載。

### 彈藥
該無後座力炮發射的主要彈種為破甲彈 （PG-9系列），屬於火箭增程彈，彈體本身裝有小型摺叠穩定翼， 與2A28 Grom低壓滑膛炮所用彈極其相似但并不通用（2A28使用一個小金屬藥筒）。在摺叠穩定翼後方通過一個卡扣擰上發射藥組件，是由絲絨包裹的一札麵條狀發射藥固定在一個金屬底座上（發射后需手動移除才能再次裝填）。
SPG-9亦可發射OG-9系列高爆破片彈用於反人員。不過早期OG-9系列（例如OG-9V）并無火箭增程發動機，彈體中段僅是一節帶有短翼的開孔管，僅靠發射藥提供的初速飛行，所以彈道彎曲。
後來現在該武器可選用大量的彈藥類型，如串聯戰鬥部破甲彈和帶有火箭增程的反人員彈藥等。在大多數情況下，這些都是對原蘇聯發展出來的衍生彈藥。
發射時，發射藥驅動榴彈出炮管，從而加速到250—435米／秒（820,21—1,427.17英尺／秒）的初始速度。炮彈飛出炮口約20米以後會點燃巡航發動機（即“火箭增程”，原理上與RPG-7相同只是發動機大很多），並將榴彈進一步加速至700米／秒（2,296.59英尺／秒）的速度。如此設計的目的是，讓火炮僅需承受很低的壓力給與炮彈一個很低的初速即可，將主要的加速過程交由火箭發動機在離開炮口后進行。所以，炮的本體可以造的盡可能輕小簡單且便宜。
OG-9系列破片高爆榴彈的戰鬥部雖無火箭發動機，但是炮彈藉由縱向軸線交錯安排的出口孔來轉動，賦予其額外的旋轉穩定。
破片高爆彈的破片殺傷戰鬥部是用以打擊軟、半硬目標，而高爆反坦克彈則用於打擊裝甲目標。取決於所用的彈藥的類型，其成形藥柱榴彈能在800公尺（874.89 码，2,624.67英尺）的最大有效射程貫穿300—400毫米（11.81—15.75英吋）的裝甲鋼。殺傷榴彈的最大射程為4,000—6,500公尺（4,374.45—7,108.49码），可藉由間接校直來實現。
| 彈藥               |                                  |                      |             |                         |                                |                                |                         |                          |                                                             |                  |
| 炮彈 （射彈）      | 類型                             | 重量                 | 引信        | 長度                    | 爆炸當量                       | 炮口初速                       | 有效射程                | 最大射程                 | 裝甲貫穿力                                                  | 注意事項         |
| PG-9 （PG-9V）     | 高爆反坦克尾翼穩定彈 （HEAT-FS） | 4.39公斤 （9.68磅）  | VP-9        | 920毫米 （36.22英吋）   | 0.322公斤（0.71磅）的黑索金    | 435米／秒 （1,427.17英尺／秒） | 800公尺 （874.89码）    | 1,300公尺 （1,421.7码）  | 300毫米 （11.81英吋）                                       | —                |
| PG-9N              | 高爆反坦克尾翼穩定彈 （HEAT-FS） | ？                   | VP-9        | 920 毫米 （36.22英吋）  | 0.340公斤（0.75磅）的OKFOL-3.5 | 435米／秒 （1,427.17英尺／秒） | 800公尺（874.89码）     | 1,300公尺 （1,421.7码）  | 400毫米 （15.75英吋）                                       | —                |
| PG-9VS             | 高爆反坦克尾翼穩定彈 （HEAT-FS） | 4.4公斤 （9.7磅）    | ？          | 920毫米 （36.22英吋）   | ？                             |                                | 1,300公尺 （1,421.7码） | ？                       | 400毫米 （15.75英吋）                                       | —                |
| PG-9VNT （PG-9NT） | 高爆反坦克尾翼穩定彈 （HEAT-FS） | 3.2公斤 （7.05磅）   | ？          | 920毫米 （36.22英吋）   | ？                             | 400米／秒 （1,312.34英尺／秒） | 700公尺 （765.53码）    | 1,200公尺 （1,312.34码） | 550毫米（21.65英吋）或 400毫米（15.75英吋）背後爆炸反應裝甲 | 串聯式攻堅戰鬥部 |
| OG-9V （OG-9）     | 破片高爆彈 （FRAG-HE）           | 5.35公斤 （11.79磅） | GO-2或 O-4M | 1,062毫米 （41.81英吋） | 0.735公斤（1.62磅）的TNT       | 316米／秒 （1,036.75英尺／秒） | —                       | —                        | 不適用                                                      | 鑄鐵外殼         |
| OG-9VM （OG-9M）   | 破片高爆彈 （FRAG-HE）           | 5.35公斤 （11.79磅） | GO-2或 O-4M | 1,062毫米 （41.81英吋） | 0.655公斤（1.44磅）的TD-50     | 316米／秒 （1,036.75英尺／秒） | —                       | —                        | 不適用                                                      | —                |
| OG-9VM1 （OG-9V）  | 破片高爆彈 （FRAG-HE）           | 5.35公斤 （11.79磅） | GO-2或 O-4M | 1,062毫米 （41.81英吋） | ？                             | 316米／秒 （1,036.75英尺／秒） | —                       | 4,500公尺 （4,921.26码） | 不適用                                                      | —                |
| OG-9BG （OG-9G）   | 破片高爆彈 （FRAG-HE）           | 6.9公斤 （15.21磅）  | O-4M        | ？                      | ？                             | 250米／秒 （820.21英尺／秒）   | —                       | 4,000公尺 （4,374.45码） | 不適用                                                      | 保加利亞製做     |
| OG-9BG1 （OG-9G1） | 破片高爆彈 （FRAG-HE）           | ？                   | O-4M        | ？                      | ？                             | ？                             | —                       | 6,500公尺 （7,108.49码） | 不適用                                                      | 保加利亞製做     |

## 衍生型

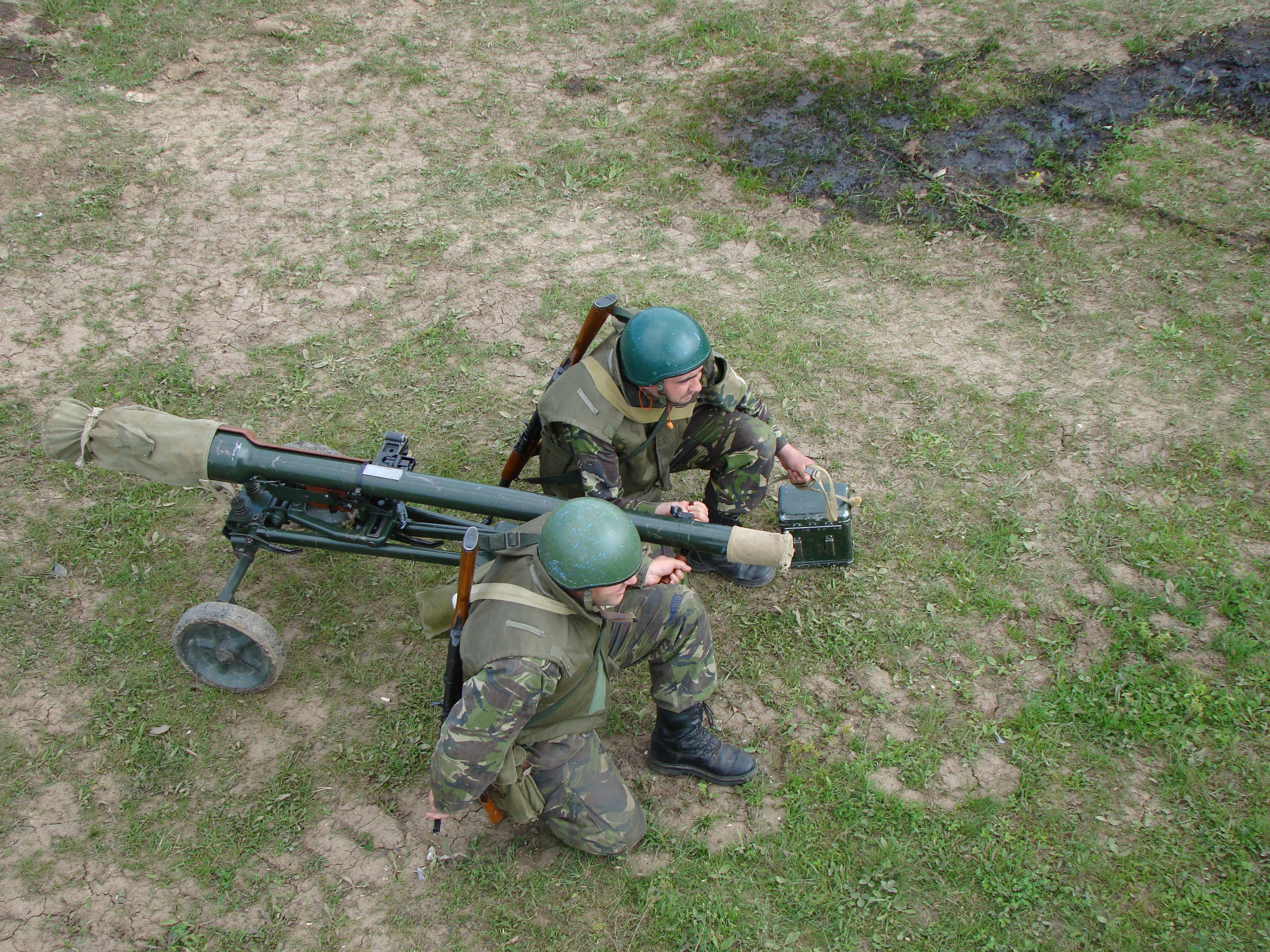
羅馬尼亞士兵與運輸車架上的AG-9（羅馬尼亞特許生產的SPG-9）。

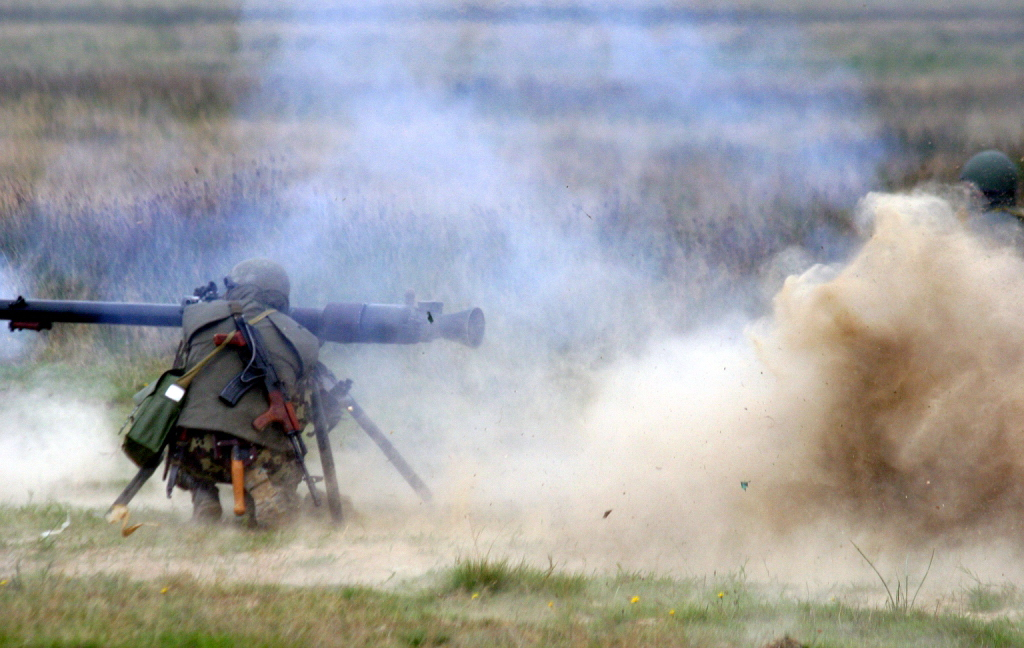
AG-9發射之後的後焰。

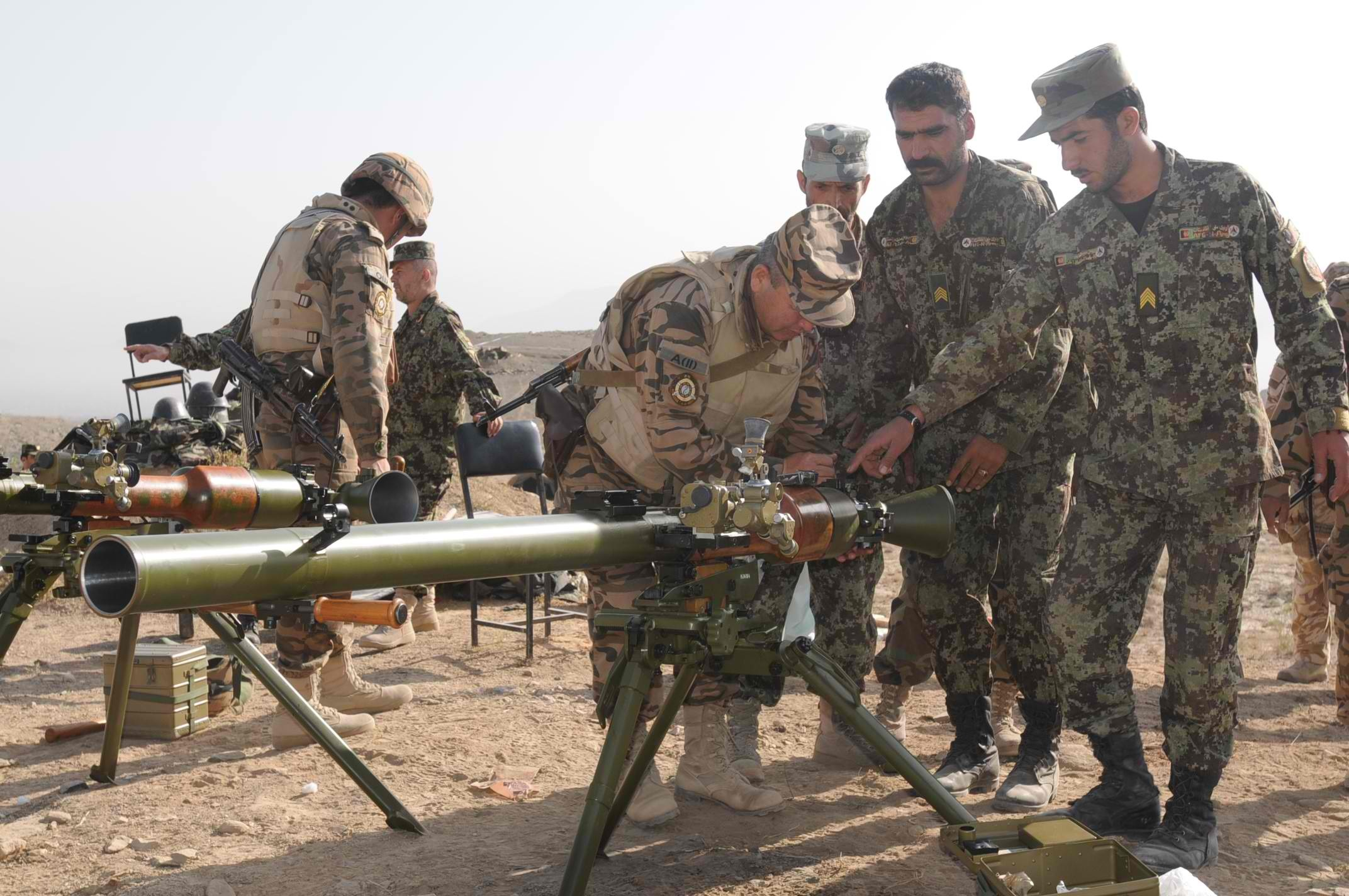
蒙古流動培訓隊成員檢查一些SPG-9無後坐力炮反坦克武器系統的特點，與前方的阿富汗國民軍士兵作實彈武器示範。攝於9月2日，阿富汗喀布爾Darulaman步兵學校附近的訓練營景區武器試驗場。蒙古流動培訓隊成員專注於SPG-9無後坐力炮系統，並訓練阿富汗國民軍步兵學校的士兵。圖片由上尉安東尼·戴斯拍攝。

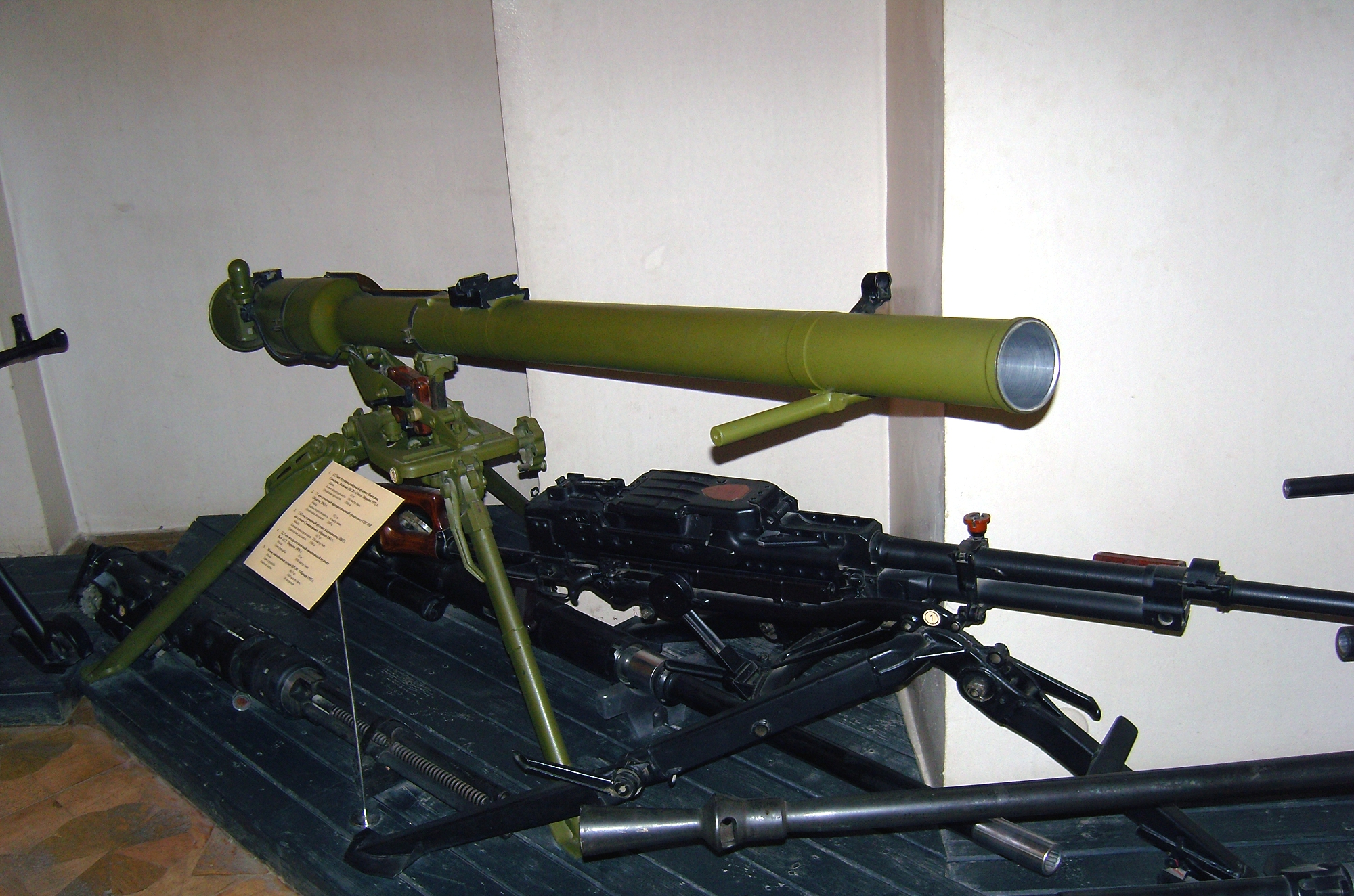
在圖拉國家武器博物館上展出的SPG-9無後座力炮（左）。

SPG-9具有多種衍生型，後綴字母為該修改確定的指數代碼。若干的衍生型已被合併。

### SPG-9D
SPG-9D（俄语：СПГ-9Д；俄罗斯国防部火箭炮兵装备总局代號：／）是SPG-9的空降部隊使用型。三腳架型炮架已被修改。三腳架的前端被設計成可伸縮式結構，這樣便可設置不同的炮口高度，以採取更好的掩護優勢。武器運送時可將底部改為單軸運輸車架。運輸車架是由彈簧所承載，這使得它在戰鬥時可連接在牽引車輛的後方運送。

### SPG-9M
SPG-9M（俄语：СПГ-9М；俄罗斯国防部火箭炮兵装备总局代號：／）是SPG-9的現代化改進型。PGO-9光学瞄準鏡可被校整式瞄準鏡PGOK-9所取代。這使得直接和間接校直射擊變得可能。

### SPG-9DM
SPG-9DM（俄语：СПГ-9ДМ；俄罗斯国防部火箭炮兵装备总局代號：／）是SPG-9的現代化空降部隊使用型。除了改進了SPG-9D的炮架，PGO-9光学瞄准镜亦可被校整式瞄準鏡PGOK-9所取代。這使得直接和間接校直射擊變得可能的。

### SPG-9N
SPG-9N（俄语：СПГ-9Н）是SPG-9的夜間戰鬥型。使用的瞄準具為PGN-9（俄罗斯国防部火箭炮兵装备总局代號：／）红外线被動式夜視鏡。針對這一點，炮管上裝有一具合適的鏡架。此外，入射瞳口的殼體附有保護蓋，以保護夜視鏡免受閃光燈等閃光的亮度損壞。當SPG-9D、SPG-9M和SPG9DM時裝上PGN-9夜視鏡時的型號名分別是SPG-9DN、SPG-9MN和SPG-9DMN。 
73毫米2A28「雷電」低膛壓滑膛炮也是基於SPG-9M，而成為複雜的BMP-1裝步戰車的一部分。

## 使用國
- 阿富汗
- 亞美尼亞
- 白俄羅斯
- 保加利亚：SPG-9DNM
- 中华人民共和国
- 古巴
- 顿涅茨克人民共和国
- 埃及
- 匈牙利：SZPG-9
- 伊朗：SPG-9
- 伊拉克
- 利比亞
- 摩尔多瓦：SPG-9，138 多門AG-9
- 蒙古国
- 摩洛哥[9]
- 尼泊尔
- 巴基斯坦
- 波蘭
- 羅馬尼亞：AG-9
- 俄羅斯
- 苏联：（前使用國）
- 苏丹
- 叙利亚
- 乌克兰
- 越南
- 库尔德工人党[10]
- 莫洛民族解放陣線
- 北蘇丹人民解放軍（英语：Sudan People's Liberation Movement-North），[11]
- 塔利班，[12][13]
- 逹伊沙

## 資料來源
1. 1 2 3 4 5 6  OPFOR Worldwide Equipment Guide, TRADOC DCSINT Threat Support Directorate, January 21, 1999
2. ↑  .   [2015-01-24]. （原始内容存档于2014-11-12）.
3. ↑  .   [2015-01-24]. （原始内容存档于2014-10-16）.
4. ↑  .   [2015-01-24]. （原始内容存档于2015-01-07）.
5. ↑  .   [2015-01-24]. （原始内容存档于2015-01-07）.
6. ↑  .   [2015-01-24]. （原始内容存档于2014-10-16）.
7. ↑  95％的HME和5％的蠟
8. ↑  三硝基甲苯／二硝基萘
9. ↑  .   [2015-01-24]. （原始内容存档于2016-04-03）.
10. ↑  .   [2015-01-24]. （原始内容存档于2016-05-29）.
11. ↑  HSBA Arms and Ammunition Tracing Desk. SPLA-N weapons and equipment, South Kordofan, December 2012. Small Arms Survey, 2013, p.9
12. ↑  Hennessey, Patrick. The Junior Officers' Reading Club. Penguin Publications, 2009, p.272
13. ↑  Kemp, Colonel Richard and Hughes, Chris, Attack State RED, Penguin Books Ltd, London, 2010, pp.325-334.

## 外部連結
- （德文）－Raketen- und Waffentechnischer Dienst (RWD)－
  - 73-mm-Schwere Panzerbüchse SPG-9M (6G13)（页面存档备份，存于）
  - 73-mm-Schwere Panzerbüchse SPG-9D（页面存档备份，存于）
- （英文）－Military, Security and Civilian Guns—SPG-9 Kopye (Spear)（页面存档备份，存于）
- （俄文）－Станковый противотанковый гранатомёт СПГ-9 «Копьё». Белостокская морская пехота Балтики.
- （俄文）－Артиллерия. Безоткатные. С. 7（页面存档备份，存于）. Guns.ru talks. — Cканы наставления СПГ-9М, таблицы, фотографии.
- （简体中文）—D Boy Gun World（槍炮世界）—SPG-9 无后坐力炮 （页面存档备份，存于）